# Franco Giuseppe Tonolini
Franco Giuseppe Tonolini (Lendinara, 15 agosto 1942) è un ex arbitro di calcio italiano.

## Biografia
È padre di Mauro Tonolini, assistente arbitrale internazionale.

## Carriera sportiva
Nel 1973 venne premiato quale miglior arbitro della Serie D, attribuito nell'ambito del Seminatore d'Oro. Nello stesso anno venne promosso nel gruppo di arbitri designati per Serie A, Serie B e Serie C.
Fu inserito nell'organico arbitrale della CAN per la Serie A e B tra il 1974 e il 1982. La prima gara diretta in Serie B fu Alessandria-Brindisi del 22 dicembre 1974 (terminata 3-1 per i piemontesi). Il primo match di Serie A arbitrato fu Perugia-Pescara (2-0), il 7 maggio 1978.
In totale ha diretto 15 partite nella massima serie e 65 in quella cadetta.
Ha arbitrato la finale del Torneo di Capodanno, competizione organizzata dalla Lega Nazionale Professionisti e dalla Federazione Italiana Gioco Calcio, con le 16 squadre della Serie A 1980-1981. A vincere il torneo fu l'Ascoli, che si impose in finale sulla Juventus per 2-1, il 14 giugno 1981.